# Ivan Tomić
Ivan Tomić (en serbe en écriture cyrillique : Иван Томић), né le 5 janvier 1976 à Belgrade en Yougoslavie (aujourd'hui en Serbie), est un footballeur serbe, qui évoluait au poste de milieu de terrain, notamment au FK Partizan Belgrade et en équipe de Yougoslavie.
Tomić n'a marqué aucun but lors de ses cinq sélections avec l'équipe de Yougoslavie entre 1998 et 2001.

## Carrière joueur
- 1993-1998 : Partizan Belgrade
- 1998-2000 : AS Rome
- 2000-2001 : Deportivo Alavés
- 2001-2002 : AS Rome
- 2002-2003 : Deportivo Alavés
- 2003 : Rayo Vallecano
- 2003-2007 : Partizan Belgrade

## Carrière entraineur
- 2015-déc. 2015 :  FK Teleoptik
- déc. 2015-2016 :  Partizan Belgrade

## Palmarès

### En équipe nationale
- 5 sélections et 0 but avec l'équipe de Serbie entre 1998 et 2001.

### Avec le Partizan Belgrade
- Vainqueur du Championnat de Yougoslavie en 1994, 1996, 1997 et du Championnat de Serbie-et-Monténégro en 2005.
- Vainqueur de la Coupe de Yougoslavie en 1994 et 1998.

### Avec le Deportivo Alavés
- Finaliste de la Coupe UEFA en 2001.